# Biblioteka publiczna

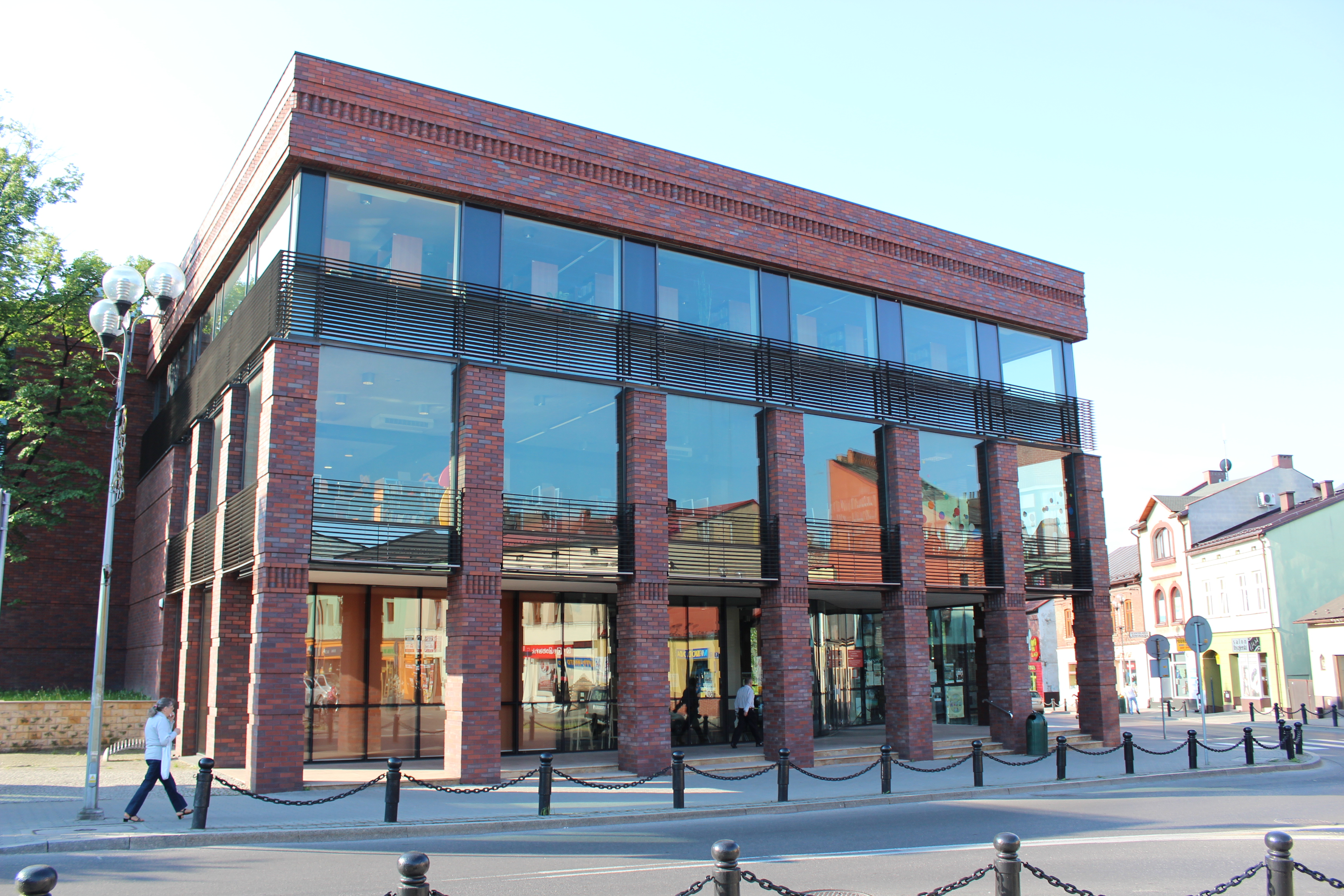
Budynek Miejskiej Biblioteki Publicznej w Jaworznie (2012)

Biblioteka publiczna – biblioteka dostępna dla wszystkich, służąca zaspokajaniu potrzeb oświatowych, kulturalnych i informacyjnych ogółu społeczeństwa oraz uczestnicząca w upowszechnianiu wiedzy i kultury.

## Zadania bibliotek publicznych[4]

### Zadania wszystkich bibliotek publicznych
1. zaspokajanie potrzeb czytelniczych, informacyjnych „nie wiesz? Zapytaj w bibliotece”
2. upowszechnienie czytelnictwa
3. kształtowanie kultury czytelniczej – co warto czytać?, jak poszukiwać?, jak czytać z korzyścią?
4. organizowanie form pracy kulturalnej, rozrywki i rekreacji
5. uzupełnienie działalności innych rodzajów bibliotek
6. popularyzacja zbiorów i usług w środowisku- stosowanie marketingu, promowanie swego działania

### Zadania bibliotek narodowych
1. gromadzenie, archiwizowanie, przechowywanie poloników „dla potomności”
2. informowanie o zbiorach – publikowanie bibliografii, tworzenie systemu informowania o zbiorach
3. centralny ośrodek normalizacji – ustalanie przepisów normalizujących pracę bibliotek w całym kraju
4. aktywny udział w kreowaniu koncepcji i polityki bibliotecznej w kraju, tworzenie sieci bibliotek

## Biblioteki publiczne w Polsce
Bibliotekami publicznymi w Polsce są:
- Biblioteka Narodowa
- biblioteki samorządowe działające w formie instytucji kultury (jako samodzielna instytucja lub jako jej część)

Działają one na zasadach ogólnej dostępności oraz nieodpłatnego korzystania.
Pojęcie biblioteki publicznej zdefiniowane jak wyżej należy odróżniać od:
- znacznie szerszego terminu biblioteki sektora publicznego; np. nie każda biblioteka samorządowa jest biblioteką publiczną – nie jest nią na przykład biblioteka pedagogiczna, będąca instytucją samorządu województwa, ale działającą w formie placówki oświatowej; podobnie, nie jest nią biblioteka działająca jako instytucja kultury inna niż samorządowa, z wyjątkiem Biblioteki Narodowej (np. Główna Biblioteka Lekarska).
- biblioteki wchodzącej w skład narodowego zasobu bibliotecznego (NZB), określanego jako ta część zbiorów bibliotek, która jest unikatowa w skali całego dorobku piśmienniczego. W skład NZB wchodzą zbiory tylko wybranych bibliotek publicznych, ale również wybranych bibliotek innych typów (uczelnianych itp.)

W roku 2018 w Polsce było 7925 bibliotek publicznych, zawierających w swoich zbiorach 137 milionów wolumenów.

### Wojewódzkie biblioteki publiczne

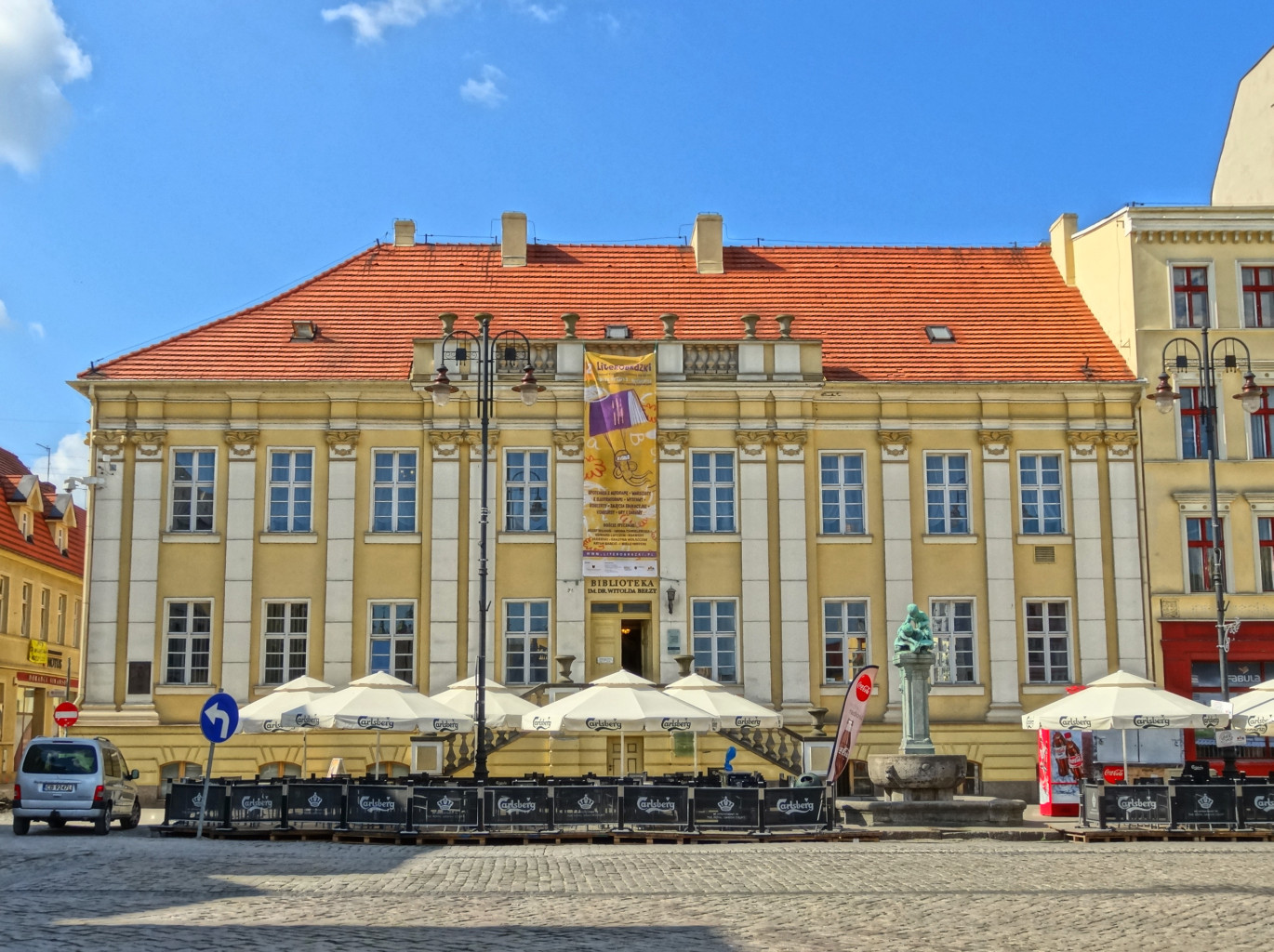
Wojewódzka i Miejska Biblioteka Publiczna w Bydgoszczy

Wojewódzkie biblioteki publiczne znajdują się we wszystkich 18 miastach wojewódzkich. Do ich zadań należy – obok gromadzenia, opracowywania i udostępniania materiałów bibliotecznych – pełnienie funkcji ośrodka informacji biblioteczno-bibliograficznej, organizowanie obiegu wypożyczeń międzybibliotecznych oraz opracowywanie i publikowanie bibliografii regionalnych, a także innych materiałów informacyjnych o charakterze regionalnym; badanie stanu i stopnia zaspokojenia potrzeb użytkowników, analizowanie stanu, organizacji i rozmieszczenia bibliotek oraz formułowanie i przedstawianie organizatorom propozycji zmian w tym zakresie, udzielanie bibliotekom pomocy instrukcyjno-metodycznej i szkoleniowej oraz sprawowanie nadzoru merytorycznego, w zakresie realizacji przez powiatowe, miejskie, miejsko-gminne, gminne, lub (wyłącznie w Warszawie) dzielnicowe biblioteki publiczne zadań im wyznaczonych.
- Biblioteka Śląska w Katowicach – ponad 2,6 mln jednostek[7]
- Książnica Pomorska im. Stanisława Staszica w Szczecinie – 1,7 mln[8]
- Biblioteka Publiczna m.st. Warszawy – Biblioteka Główna Województwa Mazowieckiego – ok. 1,5 mln[9]
- Książnica Podlaska im. Łukasza Górnickiego w Białymstoku – ponad 1,4 mln (2024)[10]
- Wojewódzka i Miejska Biblioteka Publiczna im. dra Witolda Bełzy w Bydgoszczy – 0,99 mln (2017)[11]
- Wojewódzka Biblioteka Publiczna – Książnica Kopernikańska w Toruniu – 0,84 mln (2018)[12]
- Wojewódzka Biblioteka Publiczna im. Marszałka Józefa Piłsudskiego w Łodzi – 0,82 mln[13]
- Wojewódzka i Miejska Biblioteka Publiczna im. Josepha Conrada-Korzeniowskiego w Gdańsku – 0,65 mln (2017)[14][15]
- Wojewódzka i Miejska Biblioteka Publiczna im. Cypriana Norwida w Zielonej Górze – 0,63 mln (2018)[16]
- Wojewódzka i Miejska Biblioteka Publiczna w Rzeszowie – 0,56 mln[17]
- Wojewódzka Biblioteka Publiczna w Krakowie – 0,54 mln (2016)[18]
- Wojewódzka Biblioteka Publiczna im. Hieronima Łopacińskiego w Lublinie – 0,48 (2011)[19]
- Wojewódzka i Miejska Biblioteka Publiczna im. Zbigniewa Herberta w Gorzowie Wielkopolskim – 0,43 mln (2009)[20]
- Wojewódzka Biblioteka Publiczna im. Witolda Gombrowicza w Kielcach – ponad 0,4 mln (2018)[21]
- Wojewódzka Biblioteka Publiczna im. Emilii Sukertowej-Biedrawiny w Olsztynie – 0,34 mln (2012)[22]
- Dolnośląska Biblioteka Publiczna im. Tadeusza Mikulskiego we Wrocławiu – 0,32 mln[potrzebny przypis]
- Wojewódzka Biblioteka Publiczna im. Emanuela Smołki w Opolu – 0,24 mln[potrzebny przypis]
- Wojewódzka Biblioteka Publiczna i Centrum Animacji Kultury w Poznaniu